# Vad kvinnor vill ha
Vad kvinnor vill ha är en amerikansk film (komedi) från 2000 i regi av Nancy Meyers, med Mel Gibson, Helen Hunt, Marisa Tomei och Alan Alda i rollerna.

## Handling
Nick Marshall (Mel Gibson) är en karlakarl och höjdare inom reklambranschen. När Darcy (Helen Hunt), som nykomling på företaget där han jobbar, får jobbet som Nick hoppats på att få själv, blir han förbannad. En kvinna har utklassat honom – kan det vara sant?! Nick beger sig hemåt argsint, med "en fånig uppgift som hans nya chef (en kvinna) har gett honom". Och inte nog med det så ska hans argsinta dotter, som han inte har någon vidare relation med, sova över hos honom eftersom Nicks exfru är på smekmånad. Men plötsligt, i all denna hets, halkar Nick och råkar ut för en livshotande olycka. Nästa morgon vaknar han upp och kan höra vad hembiträdet tänker! Och när han beger sig ut på stan händer samma sak där – han kan höra vad kvinnor tänker ...

## Om filmen
Vad kvinnor vill ha är regisserad av Nancy Meyers efter manus av Josh Goldsmith, Cathy Yuspa och Diane Drake.

## Rollista
| Mel Gibson       | – Nick Marshall      |
| Helen Hunt       | – Darcy Maguire      |
| Marisa Tomei     | – Lola               |
| Alan Alda        | – Dan Wanamaker      |
| Ashley Johnson   | – Alex Marshall      |
| Mark Feuerstein  | – Morgan Farwell     |
| Lauren Holly     | – Gigi               |
| Delta Burke      | – Eve                |
| Valerie Perrine  | – Margo              |
| Judy Greer       | – Erin the File Girl |
| Sarah Paulson    | – Annie              |
| Ana Gasteyer     | – Sue Cranston       |
| Lisa Edelstein   | – Dina               |
| Loretta Devine   | – Flo the Doorwoman  |
| Diana Maria Riva | – Stella             |